# Station Lubzina
Station Lubzina is een spoorwegstation in de Poolse plaats Lubzina.